# Villers-Cernay
Villers-Cernay era una comuna francesa situada en el departamento de Ardenas, de la región de Gran Este, que el uno de enero de 2017 pasó a ser una comuna delegada de la comuna nueva de Bazeilles al fusionarse con las comunas de Bazeilles y Rubécourt-et-Lamécourt.

## Demografía
| Gráfica de evolución demográfica de Villers-Cernay entre 1800 y 2014 |
|                                                                      |

Los datos demográficos contemplados en este gráfico de la comuna de Villers-Cernay se han cogido de 1800 a 1999 de la página francesa EHESS/Cassini, y los demás datos de la página del INSEE.